# Минерал Блаф (Џорџија)
Минерал Блаф (енгл. Mineral Bluff) насељено је место без административног статуса у америчкој савезној држави Џорџија.

## Демографија
По попису из 2010. године број становника је 150.
| Група             | 2000.    | 2010.       |
| Белци             | 0 (0,0%) | 148 (98,7%) |
| Афроамериканци    | 0 (0,0%) | 0 (0,0%)    |
| Азијати           | 0 (0,0%) | 1 (0,7%)    |
| Хиспаноамериканци | 0 (0,0%) | 0 (0,0%)    |
| Укупно            | 0        | 150         |